# 芭芭拉·拉戈
芭芭拉拉戈（英語：Barbara Lagoa，1967年11月2日—），美國律師、法官。現任美國聯邦第十一巡迴法院法官。亦是首位出任佛羅里達州最高法院的女人。